# Ammerthal
Ammerthal ist eine Gemeinde im Oberpfälzer Landkreis Amberg-Sulzbach und zählt zur Metropolregion Nürnberg.

## Geografie
Ammerthal liegt in der Region Oberpfalz-Nord am Osthang des Fränkischen Jura, sieben Kilometer westlich von Amberg am Ursprung des Ammerbaches am Beginn des Girgl-, Pürschläger- und Götzendorfer Tales.

## Gemeindegliederung
Ammerthal hat fünf Gemeindeteile (in Klammern der Siedlungstyp):
- Ammerthal (Pfarrdorf)
- Fichtenhof (Dorf)
- Finkenmühle (Einöde)
- Hirnmühle (Einöde)
- Viehberg (Dorf)

Es gibt die Gemarkungen Ammerthal und Götzendorf.

## Geschichte

### Bis zur Gemeindegründung
Aus dem Raum um Ammerthal lassen sich bereits für die Bronze- und Hallstattzeit Siedlungsspuren archäologisch nachweisen. In karolingischer Zeit wurde im heutigen Oberammerthal, wohl auf fränkisch-königliche Initiative, eine großflächige Befestigung errichtet, die im Jahr 1003 im Zuge der Schweinfurter Fehde als civitas Armardela in der Chronik des Thietmar von Merseburg erschien. Ammerthal gehörte im 10. Jahrhundert zum unmittelbaren Machtbereich der Grafen auf dem Nordgau, der Grafen von Schweinfurt. Bei den Auseinandersetzungen des Jahres 1003 wurde die civitas Amardela von Truppen König Heinrichs II. belagert und nach der Übergabe offenbar teilweise zerstört. Ammerthal wurde nach 1035 ein Verwaltungssitz der Grafen von Sulzbach im Kernraum des sulzbachischen Besitzes um Sulzbach und Kastl. Im Spätmittelalter gehörte der Ort zum Rentamt Amberg und zum Landgericht Pfaffenhofen des Kurfürstentums Bayern. Der Malteserorden besaß dort eine Kommende. Im Zuge der Verwaltungsreformen in Bayern entstand mit dem Gemeindeedikt von 1818 die heutige Gemeinde.
In Ammerthal befanden sich drei adelige Sitze, die Burg Ammerthal in Oberammerthal, die 1590 durch das Schloss Ammerthal ersetzt wurde, sowie die Burg Spitz in Altammerthal.

### Eingemeindungen und Verwaltung
Im Zuge der Gebietsreform in Bayern wurden am 1. Januar 1978 Teile der aufgelösten Gemeinde Götzendorf eingegliedert, darunter der Weiler Viehberg. Vom 1. Mai 1978 bis 31. Dezember 2001 bildeten die Gemeinden Ammerthal und Ursensollen eine Verwaltungsgemeinschaft. Seither 2002 hat die Gemeinde wieder eine eigene Verwaltung.

### Einwohnerentwicklung
Zwischen 1988 und 2018 wuchs die Gemeinde von 1585 auf 2091 um 506 Einwohner bzw. um 31,9 %.
| Jahr      | 1933 | 1939 | 1961 | 1970 | 1987 | 1991 | 1995 | 2000 | 2005 | 2010 | 2015 |
| --------- | ---- | ---- | ---- | ---- | ---- | ---- | ---- | ---- | ---- | ---- | ---- |
| Einwohner | 0483 | 0533 | 0723 | 0897 | 1556 | 1661 | 1820 | 1978 | 2045 | 2097 | 2098 |

## Politik
- CSU: 5
- UWG: 5
- CWG: 2
- BFA: 1
- BZA: 1

### Gemeinderat
Der Gemeinderat hat 14 Sitze. Bei der Kommunalwahl vom 15. März 2020 haben von den 1.688 stimmberechtigten Einwohnern in der Gemeinde 1.355 von ihrem Wahlrecht Gebrauch gemacht, womit die Wahlbeteiligung bei 80,27 % lag.

### Bürgermeister
Bei der Kommunalwahl 2020 wurde Anton Peter (CSU) in der Stichwahl vom 29. März 2020 mit 56,38 % der Stimmen zum Ersten Bürgermeister gewählt.

### Wappen
| | Blasonierung: „Geteilt; oben in Rot auf silbernem Boden ein angreifender silberner Schwan, unten dreimal gespalten von Rot und Silber.“ |
| Das Wappen wird seit 1998 geführt. Der Schwan allerdings befand sich bereits auf einem Wappenfries aus dem 14. Jahrhundert an der Klosterkirche von Kastl. | |

### Gemeindepartnerschaften
Die Gemeinde unterhält eine lebendige Partnerschaft mit der Stadt Modi’in in Israel, in deren Rahmen ein regelmäßiger Jugendaustausch stattfindet. Ebenfalls besteht durch Freiwillige Feuerwehr Ammerthal und die Ammerthaler Blaskapelle eine Partnerschaft mit der mehreren Vereinen der Gemeinde Unterammergau.

## Kultur und Sehenswürdigkeiten
Ammerthal hat zwei katholische Kirchen, die St.-Nikolaus-Kirche und die Liebfrauenkirche.

## Sport
Der DJK Ammerthal verfügt über Sparten in den Bereichen Fußball, Motorradsport, Wandern, Radsport, Skisport und Gymnastik. Die Fußballmannschaft spielt in der Bayernliga Nord. Ihre Heimspielstätte ist das Sportgelände am Pürschläger Weg.

## Wirtschaft und Infrastruktur

### Wirtschaft einschließlich Land- und Forstwirtschaft
Im Jahre 2017 gab es in der Gemeinde 174 sozialversicherungspflichtige Arbeitsplätze. Von der Wohnbevölkerung standen 876 Personen in einem versicherungspflichtigen Beschäftigungsverhältnis. Damit war die Zahl der Auspendler um 702 Personen größer als die der Einpendler. 24 Einwohner waren arbeitslos. Im Jahre 2016 gab es elf landwirtschaftliche Betriebe.

### Bildung
Im Jahr 2011 gab es folgende Einrichtungen:
- Kindergarten: 75 Kindergartenplätze mit rund 66 Kindern in drei verschiedenen Gruppen. Seit September 2011 besitzt der Kindergarten Ammerthal eine zusätzliche Kinderkrippen-Gruppe, die von einer Erzieherin und einer Kinderpflegerin betreut werden. Diese sogen. "Käfergruppe" bietet Raum für zwölf Kinder im Alter von einem halben Jahr bis drei Jahren.[11]
- Volksschule/Grundschule: Klasse 1 bis 4 jeweils einzügig, sechs Lehrkräfte und rund 95 Schüler.[12]

### Verkehr
Die Kreisstraße AS 1 verbindet Ammerthal mit Amberg bzw. Illschwang.

## Persönlichkeiten
- Josef Georg Ziegler (1918–2006), Moraltheologe